# Trigonometrische Höhenmessung
Die trigonometrische Höhenmessung ist eine Methode der Geodäsie, bei der die Höhendifferenz zweier Punkte durch Messung des Vertikalwinkels (Zenitdistanz z bzw. Höhenwinkel h) bestimmt wird. Dazu muss auch die Schrägdistanz s zwischen den Messpunkten bekannt sein. Für kleine Entfernungen – d. h. ohne Einfluss der Refraktion und der Erdkrümmung – beträgt der Höhenunterschied
{\displaystyle {\begin{aligned}\Delta H&=s\cdot \sin(h)+(I-Z)\\&=s\cdot \cos(z)+(I-Z)\end{aligned}}},
wobei der Term {\displaystyle (I-Z)} die Differenz von Instrumenten- und Zielhöhe über den Bodenpunkten bedeutet.
Ist statt der Schrägdistanz s die Horizontaldistanz s0 gegeben, so ergibt sich der Höhenunterschied mit
{\displaystyle {\begin{aligned}\Delta H&=s_{0}\cdot \tan(h)+(I-Z)\\&=s_{0}/\tan(z)+(I-Z)=s_{0}\cdot \cot(z)+(I-Z)\end{aligned}}}.
Ab etwa 100 m Entfernung ist die Erdkrümmung zu berücksichtigen, die hier 0,8 mm ausmacht. Sie wird als Korrektion c zu ΔH addiert und wächst quadratisch mit der Distanz:
{\displaystyle c={\frac {s_{0}^{2}}{2R_{\mathrm {E} }}}}
mit dem Erdradius {\displaystyle R_{\mathrm {E} }=6370\,\mathrm {km} }
und erreicht für 1 km bereits rund 8 cm. 
Meist wird in die Formel auch die terrestrische Refraktion (Strahlenbrechung in der Atmosphäre) berücksichtigt, die den Einfluss der Erdkrümmung um etwa ein Achtel verringert (mittlerer Refraktionskoeffizient k = 0,13):
{\displaystyle {\begin{aligned}c'&=c\cdot (1-k)\\&={\frac {s_{0}^{2}}{2R_{\mathrm {E} }}}\cdot (1-k)\end{aligned}}}
Genauer wird der Höhenunterschied, wenn er von beiden Punkten bestimmt wird. Dann fallen auch einige kleine Fehlerquellen heraus. Für gleichzeitig-gegenseitige Messungen gibt es eigene Formeln, in denen der Einfluss eines von 0,13 abweichenden Refraktionskoeffizienten eliminiert wird.